# Estación San Miguel (Mitre)
San Miguel era una estación ferroviaria ubicada en la localidad homónima, Departamento Cruz Alta, Provincia de Tucumán, Argentina.

## Servicios
La estación correspondía al Ferrocarril General Bartolomé Mitre de la red ferroviaria argentina.
El edificio de la estación fue desactivado en la década de 1980. Por sus vías transitan los servicios Retiro - Tucumán de la empresa estatal Trenes Argentinos Operaciones.